# Oriol Roca Dalmau
Oriol Roca Dalmau (* 17. September 1979 in Barcelona) ist ein spanischer Jazzmusiker (Schlagzeug, Komposition).

## Leben und Wirken
Roca wuchs in einem an Musik interessiertem Elternhaus auf; er spielte schon in jungen Jahren zusammen mit seinem Vater und seinem Bruder Beatles-Melodien auf einer kaputten Gitarre. Später lernte er Schlagzeug und hatte Unterricht. Sein Mentor wurde Jo Krause, der ihn ermutigte, in die Niederlande zu ziehen, um am Koninklijk Conservatorium Den Haag zu studieren. Oriol folgte seinem Rat, machte 2006 seinen Abschluss und zog dann zurück in seine Heimatstadt Barcelona. Dort arbeitete Oriol in verschiedenen musikalischen Kontexten, mit Jazzbands, Improvisationsgruppen, mit Singer-Songwritern, mit Projekten, die in der Folklore verwurzelt sind, anderen in der Tradition des Avantgarde Jazz. Erste Aufnahmen im Jazz entstanden 2008 mit dem Quartett von Anka Koziel. Er arbeitete u. a. mit David Mengual, Manolo Cabras, Paolo Angeli, Stephanie Pan und Jan Bang. Aufnahmen entstanden mit Joan Díaz (Cadena Tròfica), dem Miguel Villar Quartet, MUT Trio, Tàlveg (mit Ferran Fages, Marcellí Bayer) und dem Vrak'Trio (mit Etienne Lecomte, Laurent Guitton), 2016 mit Juan Pablo Balcazar.
Sein erstes Album unter eigenem Namen La tomba dei giganti (2010) entstand, als Roca nach Sardinien eingeladen wurde, um sein allererstes Solokonzert zu geben. 2017 legte er mit seinem Trio aus Giovanni di Domenico und Manolo Cabras das Album Mar vor, mit diesem Trio und der Sängerin Lynn Cassiers 2023 Live at Jazz Cava. Im Bereich des Jazz war er laut Tom Lord zwischen 2008 und 2018 an acht Aufnahmesessions beteiligt.

## Diskographische Hinweise
- Vrak' Trio: LS-BCN Live (2008), mit Etienne Lecomte, Laurent Guitton
- Oriol Roca, Miguel Fernández Vallejo, Albert Juan, MUT Trio: 1374 (2010)
- Miguel Villar Quartet: Apátrida (Fresh Sound New Talent, 2020)
- Giovanni di Domenico & Oriol Roca: Ater (2020)[2]
- Oriol Roca Trio & Lynn Cassiers: Live at Jazz Cava (Under Fool, 2023)[3]